# Govindgarh
Govindgarh è una suddivisione dell'India, classificata come nagar panchayat, di 9.697 abitanti, situata nel distretto di Rewa, nello stato federato del Madhya Pradesh. In base al numero di abitanti la città rientra nella classe V (da 5.000 a 9.999 persone).

## Geografia fisica
La città è situata a 24° 22' 60 N e 81° 17' 60 E e ha un'altitudine di 361 m s.l.m..

## Società

### Evoluzione demografica
Al censimento del 2001 la popolazione di Govindgarh assommava a 9.697 persone, delle quali 5.109 maschi e 4.588 femmine. I bambini di età inferiore o uguale ai sei anni assommavano a 1.560, dei quali 807 maschi e 753 femmine. Infine, coloro che erano in grado di saper almeno leggere e scrivere erano 5.645, dei quali 3.604 maschi e 2.041 femmine.